# Chính sách thị thực của Kazakhstan
Du khách đến Kazakhstan phải xin thị thực từ một trong các đại diện ngoại giao Kazakhstan trừ khi họ đến từ một trong các quốc gia được miễn thị thực.

## Bản đồ chính sách thị thực

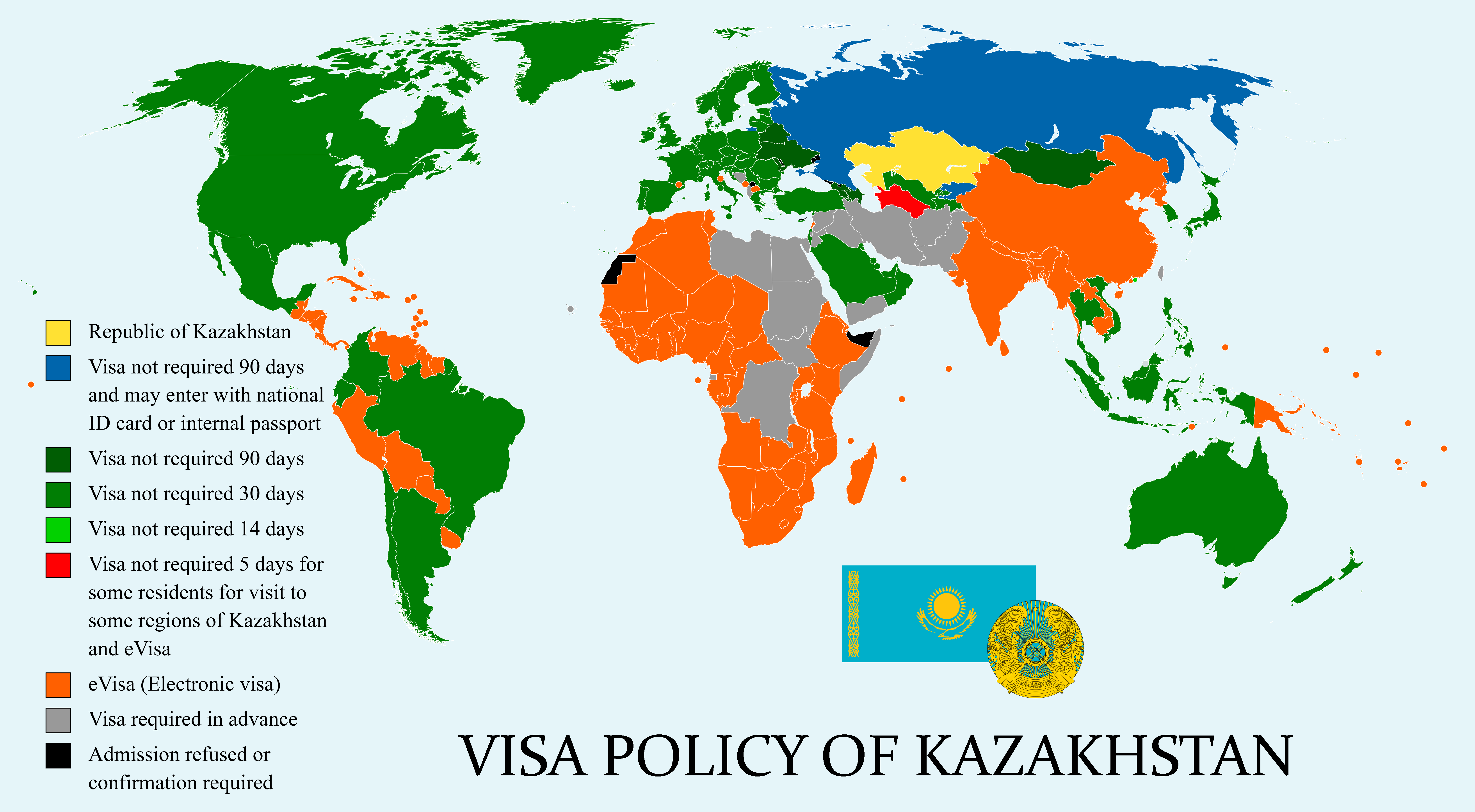
Kazakhstan
Miễn thị thực (90 ngày)
Miễn thị thực (30 ngày)
Miễn thị thực (14 ngày)
Yêu cầu thị thực

## Miễn thị thực
Công dân của các quốc gia và vùng lãnh thổ sau có thể đến Kazakhstan không cần thị thực lên đến 90 ngày (trừ khi có chú thích):
| - Argentina 5 - Armenia - Azerbaijan - Belarus - Brasil 5 - Ecuador 4 - Georgia - Hồng Kông 6 - Kyrgyzstan | - Moldova - Mông Cổ - Nga - Serbia 2 - Hàn Quốc 3 - Tajikistan 2 - Thổ Nhĩ Kỳ 2 - Ukraine 1 - Uzbekistan 2 |  |

1 – lên đến 90 trong quãng thời gian 180 ngày

2 – lên đến 30 ngày

3 – lên đến 30 ngày, với tổng số ngày ở lại tối đa là 60 ngày trong quãng thời gian 180 ngày

4 – lên đến 30 ngày trong quãng thời gian 180 ngày

5 – lên đến 30 ngày trong quãng thời gian 1 năm

6 – lên đến 14 ngày
 Turkmenistan— công dân vùng Balkan được miễn thị thực đến tỉnh Atyrau và tỉnh Mangystau lên đến 5 ngày.
| Ngày bãi bỏ thị thực |
| --- |
| Công dân Armenia, Azerbaijan, Belarus, Gruzia, Kyrgyzstan, Moldova, Nga, Tajik, Ukraina và Uzbekistan chưa bao giờ cần thị thực để đến Kazakhstan. - 2 tháng 3 năm 1992: Thổ Nhĩ Kỳ - 2 tháng 1 năm 1995: Mông Cổ - 28 tháng 5 năm 2011: Serbia - 26 tháng 7 năm 2012: Hồng Kông - 15 tháng 7 năm 2014: Pháp, Đức, Ý, Nhật, Hàn Quốc, Malaysia, Hà Lan, Các Tiểu vương quốc Ả Rập Thống nhất, Vương quốc Anh và Hoa Kỳ - 1 thang 11 năm 2014: Argentina - 29 tháng 11 năm 2014: Hàn Quốc - 15 tháng 7 năm 2015: Úc, Bỉ, Phần Lan, Hungary, Monaco, Norway, Singapore, Spain, Sweden and Switzerland - 31 tháng 8 năm 2016: Ecuador - 6 tháng 9 năm 2016: Brasil - 1 tháng 1 năm 2017: Áo, Bulgaria, Canada, Chile, Croatia, Síp, Cộng hòa Séc, Đan Mạch, Estonia, Phần Lan, Hy Lạp, Israel, Ireland, Iceland, Latvia, Lithuania, Luxembourg, Malta, Mexico, New Zealand, Bồ Đào Nha, Romania, Slovakia và Slovenia Hủy bỏ: - Estonia, Latvia và Litva: 22 tháng 10 năm 1993 (were resumed in 2017) - Hungary: 6 tháng 11 năm 1996 (was resumed in 2015) - Turkmenistan: 1 tháng 3 năm 2001 |

Một thỏa thuận miễn thị thực (30 ngày một năm) được kí kết với  Cuba vào tháng 12 năm 2015. Nó chưa được thông qua.

### Chương trình miễn thị thực
Công dân của các nước sau không cần thị thực để ở lại dưới 30 nhờ một phần của chính sách miễn thị thực đối với các quốc gia nước ngoài có đầu tư lớn trực tiếp đến nền kinh tế Kazakhstan. Chương trình này ban đầu bắt đầu ngày 15 tháng 7 năm 2014 cung cấp miễn thị thực cho 10 nước và vào tháng 7 năm 2015 nó mở rộng thêm lên 19 nước và sau đó thành 43 nước vào tháng 1 năm 2017. These countries are:
| - Tất cả công dân Liên minh Châu Âu \| - Úc - Canada - Chile - Iceland - Israel - Nhật Bản - Malaysia - Mexico \| - Monaco - New Zealand - Na Uy - Singapore - Thụy Sĩ - United Arab Emirates - Hoa Kỳ \| \| |                                                                                      |  |
| - Úc - Canada - Chile - Iceland - Israel - Nhật Bản - Malaysia - Mexico | - Monaco - New Zealand - Na Uy - Singapore - Thụy Sĩ - United Arab Emirates - Hoa Kỳ |  |

### Hộ chiếu không phổ thông
Chỉ những người sở hữu hộ chiếu ngoại giao của Cộng hòa Séc, Đan Mạch, Estonia, Phần Lan, Pháp, Đức, Hy Lạp,  Ý, Latvia, Litva, Na Uy, Bồ Đào Nha, Slovenia, Tây Ban Nha, Thụy Sĩ, Các Tiểu Vương quốc Ả Rập Thống nhất và Vatican và chỉ những người sở hữu hộ chiếu ngoại giao hoặc công vụ của Bulgaria, Chile, Croatia, Síp, Israel, Macedonia, Mexico, Montenegro, Romania và Slovakia có thể đến không cần thị thực lên đến 90 ngày. Chỉ những người sở hữu hộ chiếu ngoại giao của Ai Cập, Ba Lan và Qatar và chỉ những người sở hữu hộ chiếu ngoại giao hoặc công vụ của Bosna và Hercegovina, Trung Quốc, Cuba, Hungary, Ấn Độ, Indonesia, Iran, Nhật Bản,  Jordan, Pakistan, Philippines, Turkmenistan và Việt Nam có thể đến Kazakhstan không cần thị thực lên đến 30 ngày.

## Thống kê du khách
Hầu hết du khách đến từ các quốc gia sau:
| Quốc gia     | 2015      | 2014      | 2013      |
| ------------ | --------- | --------- | --------- |
| Uzbekistan   | 2.297.180 | 2.107.177 | 2.494.568 |
| Nga          | 1.646.568 | 1.757.721 | 1.780.574 |
| Kyrgyzstan   | 1.359.625 | 1.308.139 | 1.382.706 |
| Tajikistan   | 158.507   | 137.443   | 186.214   |
| Trung Quốc   | 111.706   | 228.617   | 205.066   |
| Thổ Nhĩ Kỳ   | 106.301   | 104.986   | 92.070    |
| Ukraine      | 97.100    | 84.932    | 82,971    |
| Azerbaijan   | 89.296    | 83.174    | 112,617   |
| Đức          | 88.346    | 79.572    | 75.491    |
| Turkmenistan | 69.230    | 66.938    | 47.711    |
| Tổng         | 6.430.158 | 6.332.734 | 6.841.085 |